# Nikolai Kovx
Nikolai Petróvitx Kovx (Николай Петрович Ковш) (Moscou, 22 de gener de 1965) va ser un ciclista rus que competí en el ciclisme en pista. Els seus millors resultats foren quan representava la Unió Soviètica.

## Palmarès
- 1982
  -  Campió del món júnior en Velocitat
- 1988
  -  Medalla de plata als Jocs Olímpics de Seül en Velocitat individual